# Manoir de Bodom
Pour les articles homonymes, voir Bodom (homonymie).
Le manoir de Bodom (en finnois : Bodomin kartano) est un manoir situé dans le quartier Bodom de la ville d'Espoo en Finlande. 

## Histoire
Le manoir est situé dans un endroit pittoresque sur la rive du lac Bodom.
La ferme équestre de Bodom a été formée vers 1540 par la fusion de trois fermes : Bodom, Kneppens et Jork, par mariages et héritages. Plus tard, la quatrième ferme de la région, Smeds, s'y est ajoutée. Le premier propriétaire de la ferme de Bodom peut être considéré comme Olof Joansson, dont la propriété est enregistrée dans les livres dès 1492. 
Dès le début, le propriétaire du manoir de Bodom a souvent changé.
Le bâtiment principal a été construit par le major-général Karl Johan Jägerskjöld en 1797. 
Le manoir, achevé en 1797, est de style gustavien tardif et son aspect d'origine a été en partie conservé jusqu'à nos jours. Selon le rapport d'assurance incendie établi en 1805, le manoir mesure 43 coudées de long, 23 coudées de large et les murs ont 7 coudées de haut. 
Le bâtiment est bâti sur une fondation en pierre. 
Le toit mansardé est couvert de planches, bien qu'il fût autrefois au moins en partie couvert de chaume. 
Le bâtiment avait un grand hall, sept chambres, une cuisine, deux vestibules et des garde-manger.
Le bâtiment a subi des rénovations majeures par le propriétaire Nikolai Johann Heimbürger de Saint-Pétersbourg en 1885 et en 1929–30 sous la direction de l'architecte Alexis Stierncreutz.
L'organisation du parc date du début du XIXe siècle.
Ainsi les chênes historiques ont été plantés à cette époque et certaines autres plantations anciennes datent également de cette époque.
L'architecte paysager Bengt Schalin l'a rénové en 1919.
Au début du XXe siècle, le manoir comptait six bâtiments d'habitation et une superficie d'environ 600 hectares, dont environ 185 hectares de terres arables. 
A son maximum, la ferme s'est étendue sur plus de 1 000 hectares de terres et de forêts autour des rives du lac Bodom. L'écurie du manoir a été construite en 1925 pour environ 25 chevaux, la grange et les habitations des ouvriers de cette époque ont tous deux été démolis.
Il y a plus de 20 ans, la serre où Nikolaus Heimbürger cultivait des orchidées a également été démolie. Le deuxième bâtiment résidentiel du manoir de Bodom se trouvait à l'origine sur le versant ouest à environ 50 mètres de l'ancien bâtiment. 
Il a été construit par Hans Nikolai Ludvig Heimbürger en 1908-1909 comme résidence, laissant l'ancien manoir à son père Nikolai. Le bâtiment a brûlé en 1928 et avec lui aussi l'histoire de la famille Heimbürger, comme de vieux portraits peints et tous les documents de famille. 
Le bâtiment principal a servi d'habitation sans interruption jusqu'en 2002, date à laquelle le dernier représentant de la famille Heimbürger a déménagé. 
La société Master Golf Course Oy a acheté le manoir de Bodom au début des années 2000.[3]
Le manoir sert actuellement de club-house et de restaurant.
Avec les manoirs de Pakankylä et d'Oittaa, le manoir de Bodom est l'un des trois manoirs historiques construits autour du lac Bodom.